# Loomis Ranger Station
Le Loomis Ranger Station est une station de rangers américaine située dans le comté de Shasta, en Californie. Protégée au sein du parc national volcanique de Lassen, elle est abritée dans un bâtiment construit en 1931 pour servir de résidence et de studio photographique à Benjamin Franklin Loomis. Cette bâtisse est une propriété contributrice au district historique des Manzanita Lake Naturalist's Services, un district historique inscrit au Registre national des lieux historiques depuis le 23 juin 2006.